# 趙鑰
趙鑰，字阆仙，号叔公，山東萊陽縣人，清朝政治人物。

## 生平
順治十五年（1658年）戊戌科進士，官至太常寺少卿。工詩，有《因树屋集》。